# Кутова вулиця (Київ, Ленінградський район)
Кутова́ ву́лиця — зникла вулиця, що існувала в Ленінградському районі (нині — Святошинський) міста Києва, місцевості Святошин, Біличі. Пролягала паралельно Брест-Литовському шосе від Чорнобильської вулиці до вулиці Миколи Ушакова.

## Історія
Вулиця виникла на початку XX століття на території Святошинських дач під назвою Углова. Назву Кутова вулиця набула 1944 року. 
Ліквідована наприкінці 1970-х років у зв'язку зі знесенням старої забудови.